# Alexander Klaws

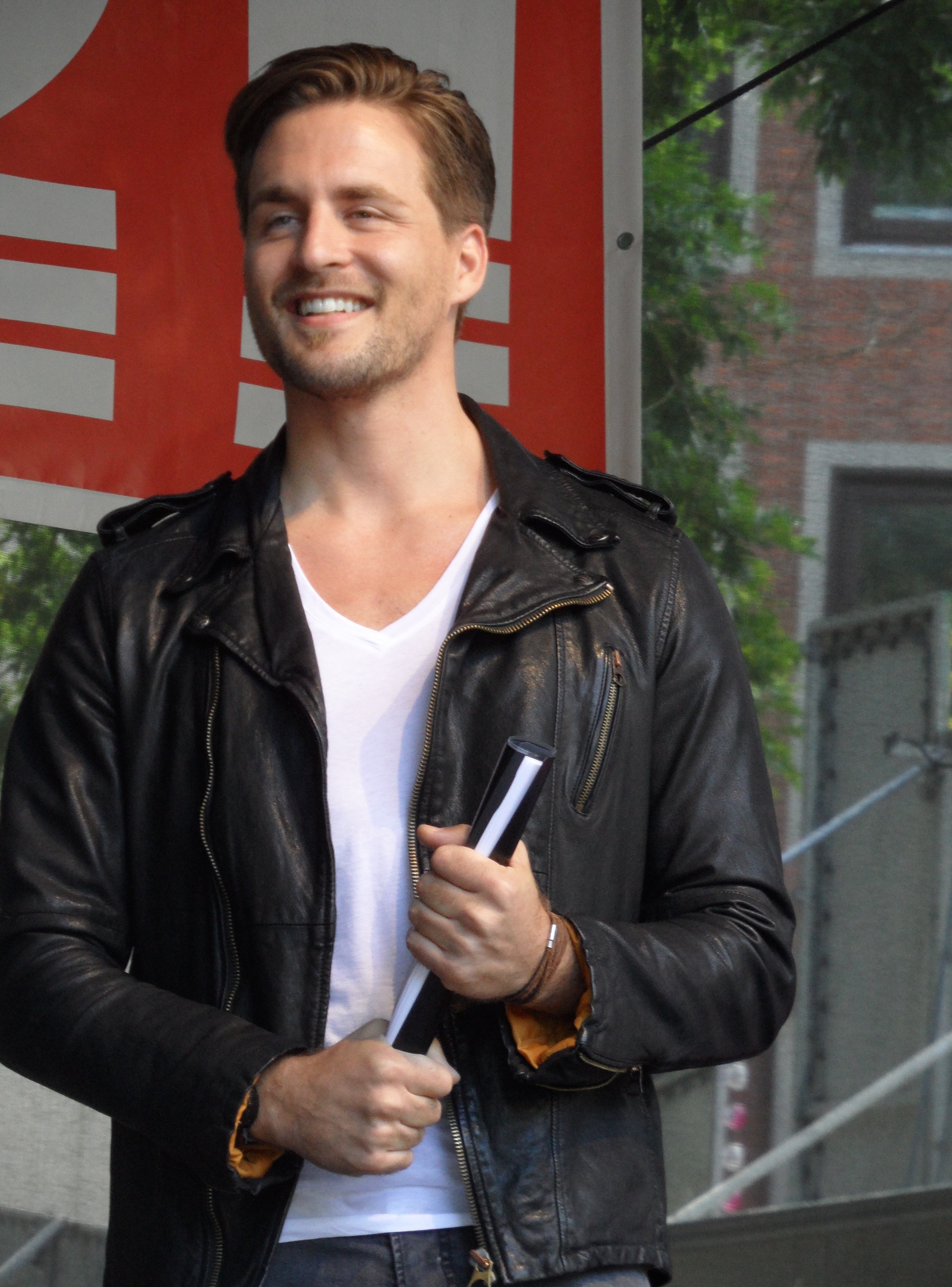
Alexander Klaws (2015)

Alexander Klaws (* 3. September 1983 in Ahlen) ist ein deutscher Sänger, Musicaldarsteller, Schauspieler und Moderator. Er wurde 2003 als Sieger der ersten Staffel von Deutschland sucht den Superstar bekannt.

## Biografie

### Privatleben
Alexander Klaws wuchs in Sendenhorst auf und sang in seiner Jugend in der Big Band des Immanuel-Kant-Gymnasiums in Münster. Sein Fernsehdebüt hatte er als Zehnjähriger in der Mini Playback Show. Er ist seit 2019 mit der Schweizer Musicaldarstellerin Nadja Scheiwiller verheiratet; die beiden hatten sich 2010 bei den Proben zum Musical Tarzan kennengelernt. Das Paar hat drei Söhne.

### Solokarriere
2003 wurde er Sieger der ersten Staffel von Deutschland sucht den Superstar; er setzte sich im Finale gegen Juliette Schoppmann durch. Er erhielt einen Plattenvertrag von Sony BMG. Im Anschluss veröffentlichte er seine Debütsingle Take Me Tonight, die sich über eine Million Mal verkaufte. Auch die Single Free Like the Wind, die ebenfalls Platinstatus erreichte, schaffte es auf Platz eins der deutschen Charts. Beide Titel wurden von Dieter Bohlen geschrieben. Das erste Album Take Your Chance erschien im April 2003.
Im selben Jahr veröffentlichte er seine Autobiografie unter dem Titel Ich bin’s – Alexander. Ende des Jahres nahm er an der Show Superstar Weltweit teil, in der elf internationale Gewinner der Pop-Idol-Formate gegeneinander antraten. Er belegte mit dem Song Maniac aus dem Film Flashdance den neunten Platz. Im Juli 2004 folgte sein zweites Album mit dem Titel Here I Am, das nur noch zum Teil von Bohlen produziert wurde; Klaws arbeitete jetzt auch mit anderen Produzenten zusammen. Beide Alben schafften es an die Spitze der Verkaufscharts.
Von 2005 bis 2006 zog er sich aus dem Musikgeschäft zurück und absolvierte eine Musicalausbildung. 2006 veröffentlichte er sein drittes Album Attention!. Nach drei Jahren lief der Managementvertrag zwischen ihm und 19 Entertainment (DSDS) aus. Sein viertes Album Was willst du noch?!, erstmals deutschsprachig, erschien im April 2008. Im September 2011 veröffentlichte er sein fünftes Album Für alle Zeiten.
Im April 2013 begleitete er Leona Lewis, die englische X-Factor-Siegerin, auf ihrer Deutschlandtour. Seine Single Morgen explodiert die Welt belegte 2014 Platz eins in den deutschen Airplaycharts in der Rubrik „Deutschland Konservativ Pop“. Auch 2015 erreichte er mit seinem Lied Dieser Sommer Platz eins dieser Charts. Im Oktober 2015 veröffentlichte Klaws sein sechstes Studioalbum Auf die Bühne, fertig, los!. Die erste Singleauskopplung Magnet erreichte erneut Platz eins bei „Deutschland Konservativ Pop“.
Klaws gehört zu den Solisten der Produktion Disney in Concert, die mit dem Hollywood-Sound-Orchestra jedes Jahr durch Deutschland tourt und im Juli 2016 mit dem Deutschen Symphonie-Orchester Berlin in der Berliner Waldbühne auftrat. Er hat auf vielen Festivals und Bühnen wie dem Hamburger Hafengeburtstag, dem Hammer Summer und bei Kult am Kalkberg in Bad Segeberg gespielt. Er verkaufte in seiner Karriere rund 3,4 Millionen Tonträger und erhielt dafür zahlreiche Gold- und Platinauszeichnungen.

### Musical und Bühne

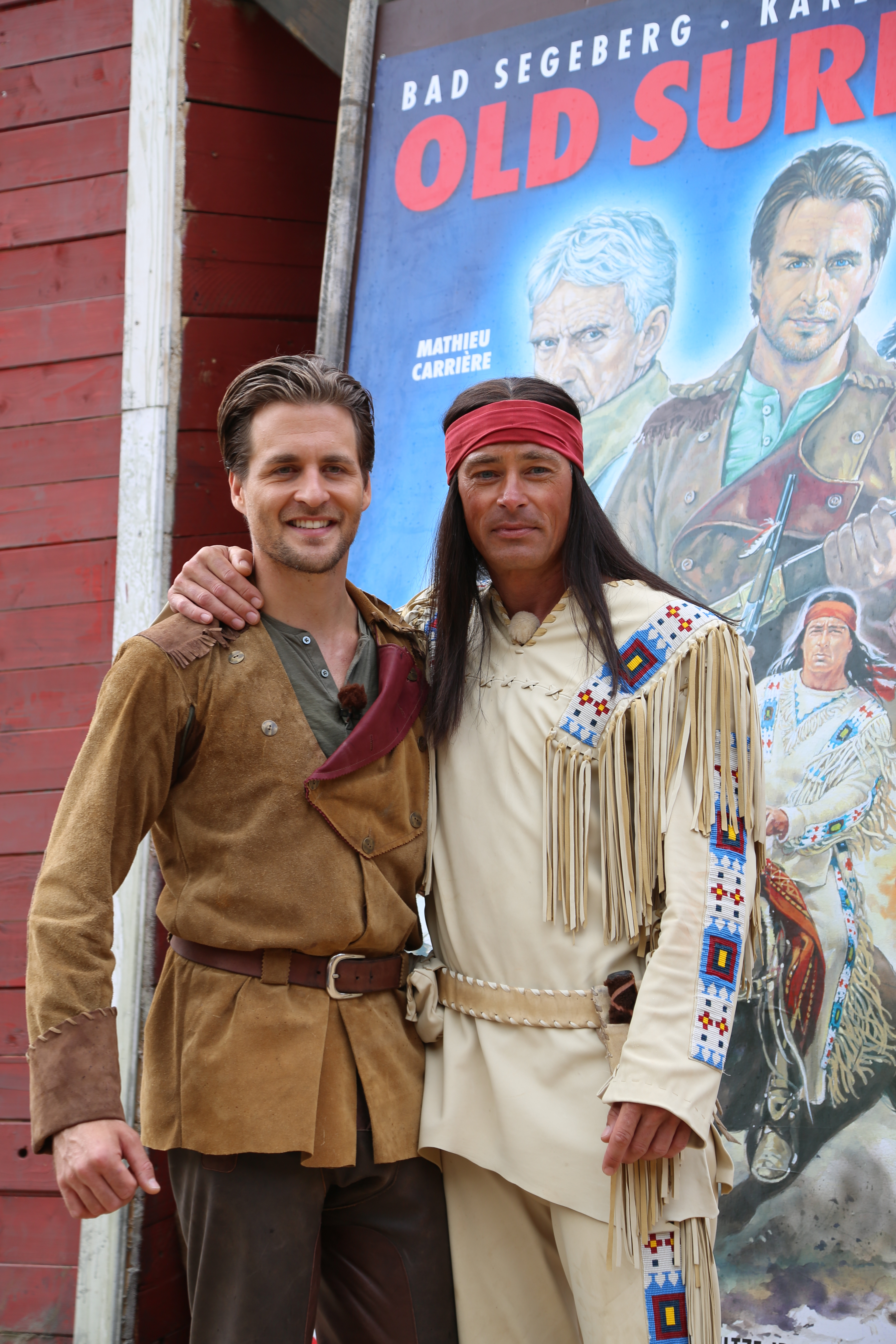
Alexander Klaws und Jan Sosniok in ihren Rollen als Old Surehand und Winnetou bei den Karl-May-Spielen in Bad Segeberg (2017)

Von 2005 bis 2006 absolvierte er eine Musicalausbildung an der Joop van den Ende Academy in Hamburg. Hier lernte er die Musicaldarstellerin Sabrina Weckerlin kennen, mit der er 2005 das Lied All (I Ever Want), die englischsprachige Version des Titelsongs aus dem Musical Die drei Musketiere sang. Sein Bühnendebüt gab er 2006 unter der Regie von Roman Polański als Alfred in der Musicalversion von Tanz der Vampire im Theater des Westens in Berlin und spielte hier bis März 2008.
Im Mai 2010 übernahm er die Hauptrolle im Disney-Musical Tarzan im Theater Neue Flora in Hamburg und spielte diese bis Juni 2013. Im Sommer 2013 spielte er bei den Freilichtspielen Tecklenburg den Ranger im Musical Der Schuh des Manitu. Das Musikmagazin Da Capo zeichnete Klaws bei den Musical Awards 2013 für seine Darbietungen als besten männlichen Darsteller in der Kategorie „Short Term Musical“ aus. Auch 2014 stand er in Tecklenburg auf der Bühne, diesmal als „Joseph“ in Andrew Lloyd Webbers Musical Joseph and the Amazing Technicolor Dreamcoat.
Von Oktober 2014 bis November 2015 war er am Theater Dortmund als Jesus in der Rockoper Jesus Christ Superstar zu sehen. BroadwayWorld, eine der größten internationalen Websites über Musicals, zeichnete ihn für seine Darstellung als besten Schauspieler in einem Musical aus. Bei den Musicalwahlen des Musicalmagazins Musical 1 wurde er 2014 und 2015 zum besten Musicaldarsteller gewählt. Von Januar bis Juni 2016 übernahm er diese Rolle auch am Theater Basel unter der Regie von Tom Ryser.
Im Sommer 2016 war er auf der Freilichtbühne Tecklenburg als Toni Manero in dem Musical Saturday Night Fever zu sehen. Ab November 2016 übernahm er noch einmal für sechs Monate im Metronom Theater in Oberhausen die Rolle des Tarzan. 2017 spielte er die Titelrolle des Old Surehand auf der Freilichtbühne der Karl-May-Spiele Bad Segeberg. Im Dezember 2017 feierte Ghost – Das Musical Deutschlandpremiere am Theater des Westens in Berlin. Von Dezember 2017 bis Oktober 2018 spielten er und Willemijn Verkaik die Hauptrollen. Für seine Rolle als Sam wurde er bei den BroadwayWorld Awards 2018 (Germany) als „Best Actor in a Musical“ ausgezeichnet.
Knie – Das Circus-Musical feierte im März 2019 seine Welturaufführung in Dübendorf in der Schweiz. Es erzählt die Familiengeschichte der Familie Knie, und Klaws spielte die Hauptrolle als Gründungsvater Friedrich Knie. Seit Sommer 2019 spielt er die Rolle des Winnetou bei den Karl-May-Spielen in Bad Segeberg.
Im Jahre 2023 sang er zusammen mit Sabrina Weckerlin auf der Eröffnungsfeier der Special Olympics World Games beim Hissen der Special-Olympics-Fahne im Berliner Olympiastadion und bei der Abschlussfeier am Brandenburger Tor.

### Fernsehen
Nach kleinen Nebenrollen in Fernsehserien wie z. B. Das Traumhotel (zu der er auch die Titelmusik Fly Away sang), übernahm Klaws 2008 eine der Hauptrollen in der Sat.1-Telenovela Anna und die Liebe und war zwei Jahre lang täglich in der Rolle des Lars Hauschke zu sehen. 2013 moderierte Klaws sechsmal die Musiksendung Goldschlager – Die Hits der Stars bei Sat.1 Gold mit einem Show-Spezial zum Tag der Deutschen Einheit am Brandenburger Tor in Berlin. 2014 nahm er an der siebten Staffel der RTL-Sendung Let’s Dance teil und gewann diese zusammen mit seiner Tanzpartnerin Isabel Edvardsson. 2020 moderierte er die Liveshows der 17. Staffel von Deutschland sucht den Superstar. Im Herbst 2021 gewann Klaws als „Mülli Müller“ die fünfte Staffel der ProSieben-Sendung The Masked Singer. Im Januar 2022 war er Mitglied im Rateteam von The Masked Dancer. Ostern 2022 inszenierte RTL in Essen „Die Passion“ als Musik Live Event. Klaws spielte in dieser modernen Fassung die Rolle des Jesus von Nazareth. 2023 nahm Klaws an der Sendung Das Duell um die Welt - Team Joko gegen Team Klaas teil.
2023 zeigte der NDR mit - Der Elbtunnel: Pionierwerk und Staufalle – ein aufwändiges Dokudrama über den Bau des Elbtunnels. Der Film erzählt die packende Geschichte von der gigantischen Baustelle. Klaws spielt Michael Hermann, eine historisch wichtige Figur.
Im Dezember 2024 trat Alexander Klaws in der Sat.1-Sendung Stars in der Manege auf.

### Soziales Engagement
Klaws unterstützt die Kinder-Schlaganfall-Hilfe. Er besucht regelmäßig die Kinderstation des Neurologischen Rehazentrums in Friedehorst (NRZ), um mit den Kindern zu backen, zu singen oder zu tanzen. 2015 war er beim RTL-Spendenmarathon in Zusammenarbeit mit dem Lions Club Pate für das Projekt Lichtblicke. 2017 wirkte er ebenfalls für den RTL-Spendenmarathon beim Ninja Warrior Germany Promi-Special mit.

## Rollen

### Fernsehen
- 2008–2010: Anna und die Liebe (Fernsehserie – 426 Folgen) als Lars Hauschke
- 2023: Der Elbtunnel: Pionierwerk und Staufalle (Dokudrama) als Michael Hermann (Zeitzeuge)

### Musical und Bühne
- Tanz der Vampire (Musical) – Erstbesetzung Alfred – Theater des Westens in Berlin – Dezember 2006 bis März 2008
- Tarzan (Musical) – Erstbesetzung Tarzan – Theater Neue Flora in Hamburg – Mai 2010 bis Juni 2013; Metronom Theater Oberhausen – November 2016 bis April 2017; Stage Apollo Theater Stuttgart, Februar bis April 2025 (15 ausgewählte Termine)
- Der Schuh des Manitu (Musical) – Hauptrolle als Ranger – Freilichtspiele Tecklenburg – Juni 2013 bis August 2013
- Joseph and the Amazing Technicolor Dreamcoat (Musical) – Hauptrolle als Joseph – Freilichtbühne Tecklenburg – Juni 2014 bis August 2014
- Jesus Christ Superstar (Rockoper) – Hauptrolle als Jesus von Nazaret – Oper Dortmund – Oktober 2014 bis November 2015; Theater Basel (Schweiz) – Januar 2016 – Juni 2016
- Saturday Night Fever (Musical) – Hauptrolle als Tony Manero – Freilichtspiele Tecklenburg – Juli 2016 bis September 2016; Staatstheater Darmstadt – 2022
- Old Surehand – Titelrolle Old Surehand – Karl-May-Spiele Bad Segeberg (Freilichttheater) – Juni bis September 2017
- Ghost – Das Musical – Erstbesetzung Sam – Theater des Westens in Berlin – Dezember 2017 bis Oktober 2018
- Knie – Das Circus-Musical – Hauptrolle als Friedrich Knie – Dübendorf, Schweiz – März bis Mai 2019; Basel, Schweiz – November bis Dezember 2019
- Unter Geiern – Der Sohn des Bärenjägers – Hauptrolle als Winnetou – Karl-May-Spiele Bad Segeberg (Freilichttheater) – Juni bis September 2019
- Berlin Skandalös (Revue) – Rolle als Crooner – Theater Dortmund – Oktober 2021 bis April 2022
- Die Passion (Musik-Live Event) – Hauptrolle als Jesus von Nazareth – Essen / RTL – April 2022
- Der Ölprinz – Hauptrolle als Winnetou – Karl-May-Spiele Bad Segeberg (Freilichttheater) – Juni bis September 2022
- Winnetou I Blutsbrüder – Hauptrolle als Winnetou – Karl-May-Spiele Bad Segeberg (Freilichttheater) – Juni bis September 2023
- Jekyll & Hyde (Musical) – Doppelrolle Jekyll & Hyde – Staatstheater Darmstadt – November 2023 – März 2025
- Winnetou II Ribanna und Old Firehand – Hauptrolle als Winnetou – Karl-May-Spiele Bad Segeberg (Freilichttheater) – Juni bis September 2024
- Halbblut – Hauptrolle als Winnetou – Karl-May-Spiele Bad Segeberg (Freilichttheater) – Juni bis September 2025

## Tournee-Produktionen
- Best of Musical-Gala (2012)
- Hollywood Nights (2012–2013)
- Dir gehört mein Herz – Soloprogramm (2012–2014)
- Hollywood Dreams (2017)
- Jetzt und hier – Konzertreihe (2018)[33]
- White Christmas in Concert – Deutschlands größte Weihnachtsshow (2018)[34]
- Disney in Concert (2015/2016/2018/2019/2023/2025)[35]
- Die größten Musical-Hits aller Zeiten (2016, 2019, 2021)
- Pop meets Movie- and Musicalhits – Solokonzerte (2019 und 2021)
- Best of Musicals – Live in Concert – (2025) (Gesang und Moderation)[36]

## Diskografie
Studioalben

| Jahr | Titel Musiklabel                              | Höchstplatzierung, Gesamtwochen, AuszeichnungChartplatzierungen (Jahr, Titel, Musiklabel, Platzierungen, Wochen, Auszeichnungen, Anmerkungen) | Höchstplatzierung, Gesamtwochen, AuszeichnungChartplatzierungen (Jahr, Titel, Musiklabel, Platzierungen, Wochen, Auszeichnungen, Anmerkungen) | Höchstplatzierung, Gesamtwochen, AuszeichnungChartplatzierungen (Jahr, Titel, Musiklabel, Platzierungen, Wochen, Auszeichnungen, Anmerkungen) | Anmerkungen                                              |
| Jahr | Titel Musiklabel                              | DE | AT | CH | Anmerkungen                                              |
| ---- | --------------------------------------------- | --- | --- | --- | -------------------------------------------------------- |
| 2003 | Take Your Chance Hansa Musik Produktion (BMG) | DE1 Gold · (17 Wo.)DE | AT4 (16 Wo.)AT | CH11 Gold · (14 Wo.)CH | Erstveröffentlichung: 28. April 2003 Verkäufe: + 120.000 |
| 2004 | Here I Am Hansa Musik Produktion (BMG)        | DE1 (8 Wo.)DE | AT25 (5 Wo.)AT | CH26 (5 Wo.)CH | Erstveröffentlichung: 12. Juli 2004                      |
| 2006 | Attention! Hansa Musik Produktion (BMG)       | DE20 (3 Wo.)DE | — | — | Erstveröffentlichung: 10. März 2006                      |
| 2008 | Was willst du noch?! Edel Music (Edel)        | DE28 (3 Wo.)DE | — | — | Erstveröffentlichung: 4. April 2008                      |
| 2011 | Für alle Zeiten DEAG (Sony)                   | DE46 (2 Wo.)DE | — | — | Erstveröffentlichung: 23. September 2011                 |
| 2015 | Auf die Bühne, fertig, los! DEAG (Sony)       | DE32 (1 Wo.)DE | — | — | Erstveröffentlichung: 16. Oktober 2015                   |

## Auszeichnungen
- Bravo Otto
  - 2003: Bronze in der Kategorie „Sänger“
  - 2004: Silber in der Kategorie „Sänger“

- Comet
  - 2003: in der Kategorie „Newcomer national“

- ECHO Pop
  - 2004: in der Kategorie „Single des Jahres“ (We Have a Dream) (mit den DSDS-Allstars)

- Da Capo – Musical Award
  - 2013: Platz 3 – Bester männlicher Darsteller – Kategorie „Long Run Musical“: („Tarzan“)
  - 2013: Platz 1 – Bester männlicher Darsteller – Kategorie „Short Term Musical“: (Ranger in Der Schuh des Manitu)
  - 2014: Platz 2 – Bester männlicher Darsteller – Kategorie „Short Term Musical“: („Joseph“ + „Jesus“ in Jesus Christ Superstar)[37]

- smago! Award
  - 2014: in der Kategorie „Vielseitigkeit“

- Musical1 – Musical-Award 
  - 1. Platz – Bester Musicaldarsteller 2014
  - 1. Platz – Bester Musicaldarsteller 2015
  - 1. Platz – Beliebtester Musicaldarsteller 2016
  - 2. Platz – Beliebtester Musicaldarsteller 2017
  - 1. Platz – Beliebtester Musicaldarsteller 2018

- Broadway World Award – Germany
  - 2014: Bester Schauspieler in einem Musical[38]
  - 2018: Best Actor in a Musical (Ghost)